# Wełnianka pochwowata
 Wełnianka pochwowata (Eriophorum vaginatum L.) – gatunek rośliny z rodziny ciborowatych (Cyperaceae) (turzycowatych). Występuje od niżu po piętro alpejskie w Europie, Ameryce Północnej i Azji, od strefy umiarkowanej aż po subpolarną. W Polsce występuje na niżu oraz w górach.

## Morfologia

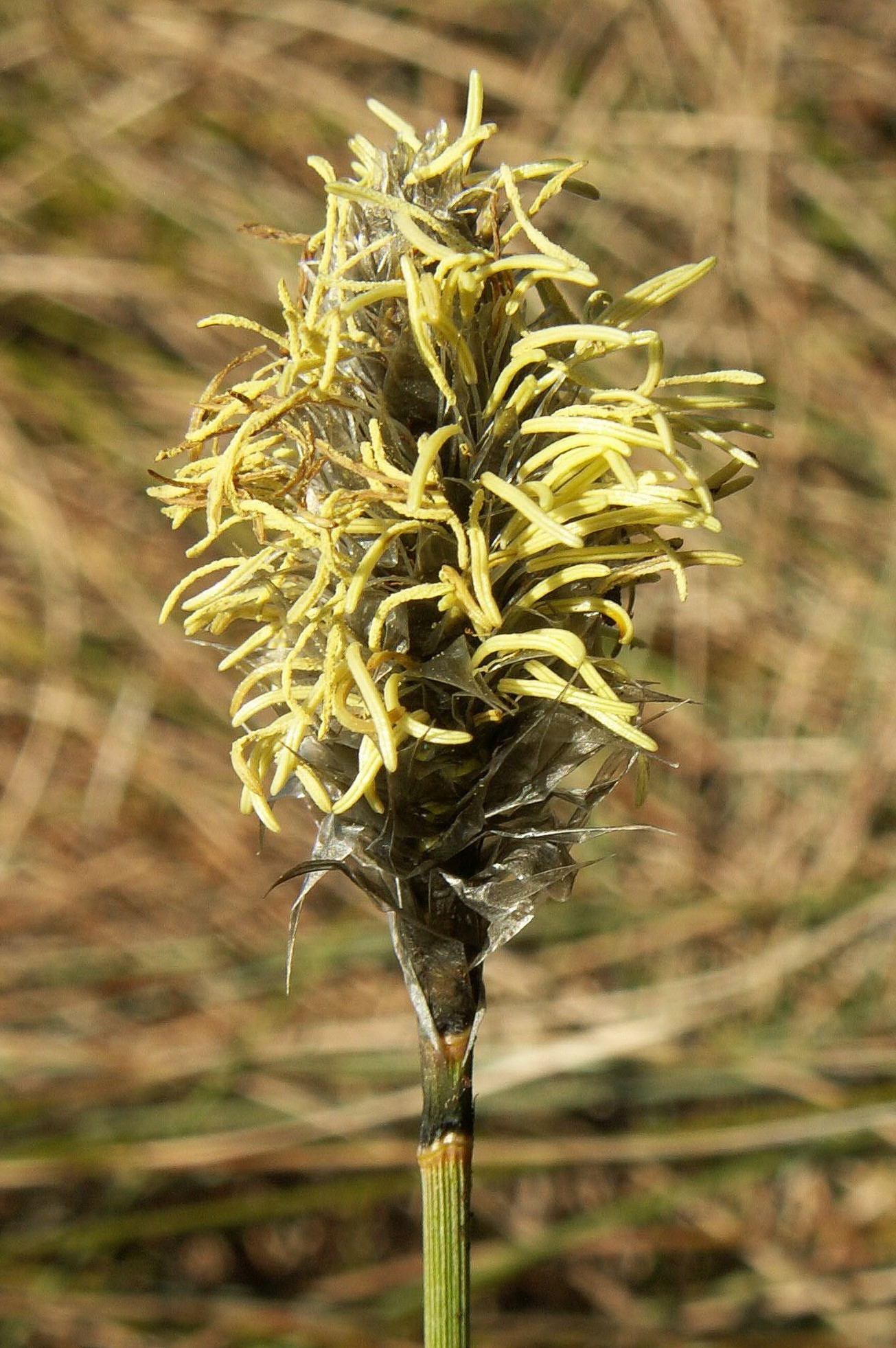
Kwitnienie

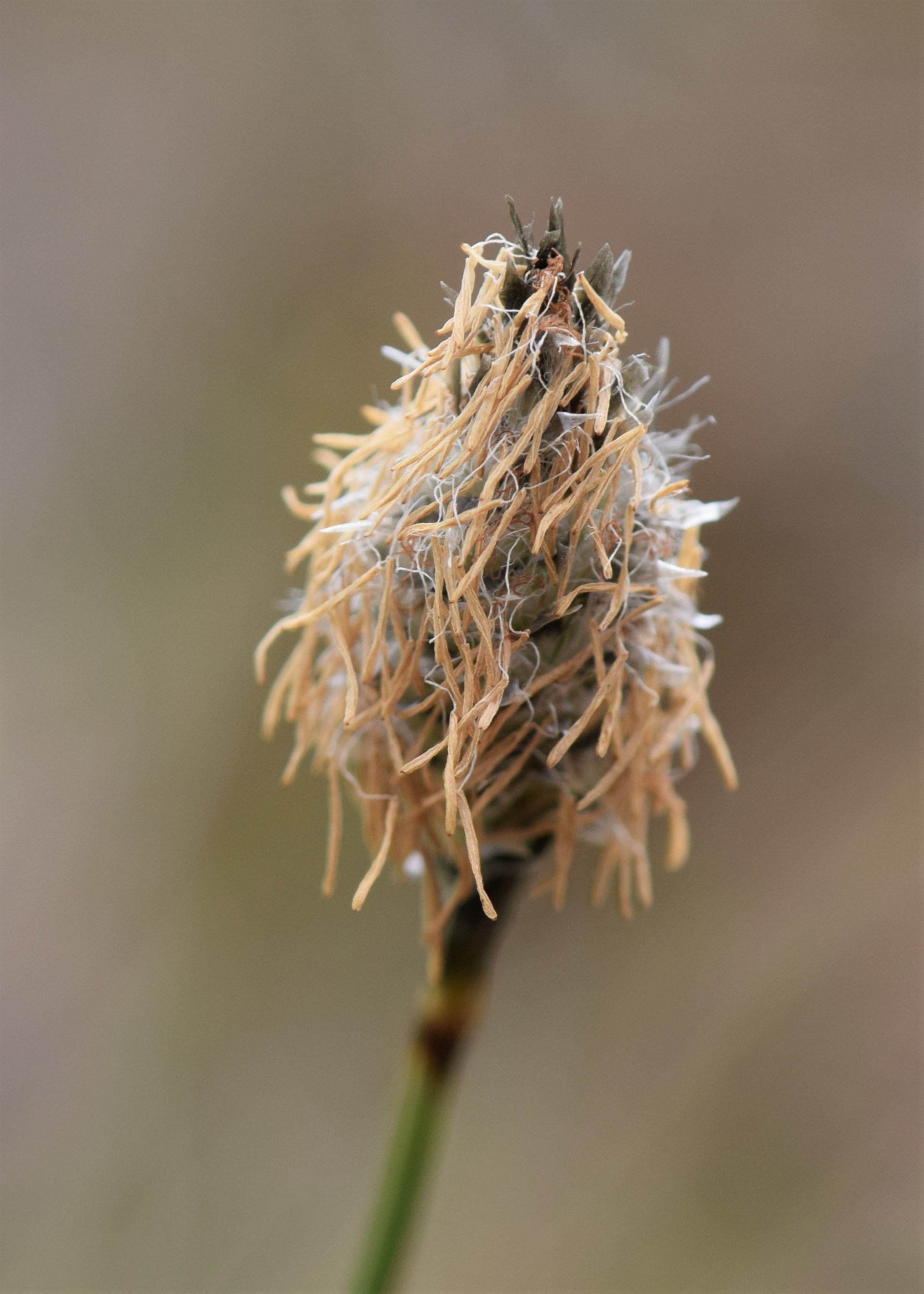
Przekwitanie

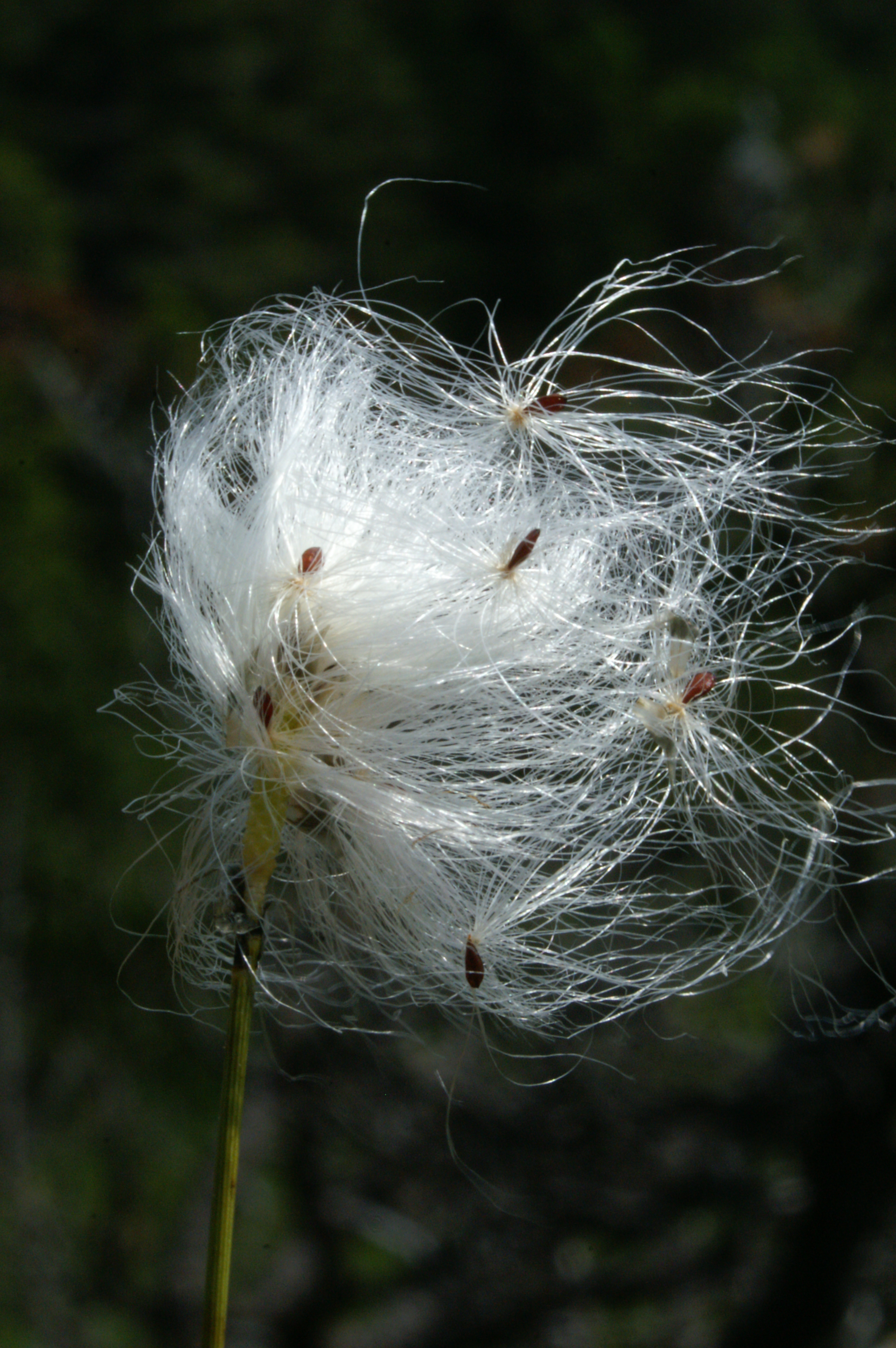
Owocowanie

PokrójBylina trwała tworząca rozległe okazałe kępy.
ŁodygaProsto wzniesiona, wewnątrz pełna, o wysokości od 30 do 60, czasami do 90 cm. Pęd dołem obły, w górze nieco trójkanciasty.
LiścieLiście odziomkowe o długich cienkich blaszkach na górnej stronie rynienkowate, na dolnej ostrogrzbieciste, szorstkie na brzegach; liście łodygowe są znacznie krótsze, bez blaszkowe, o silnie rozdętej pochwie, jest ich niewiele, z reguły dwa.
KwiatNa szczycie łodygi, w kącie najkrótszego liścia – tzw. podsadki – stoi jeden lub kilka kłosów zawierających kilkanaście do kilkudziesięciu kwiatów. Kłosy są jajowate, o długości od 1 do 2,5 cm, zawierają kilkanaście do kilkudziesięciu kwiatów z białosrebrzystymi i wełnistymi włoskami nitkowatego okwiatu. Przysadki kwiatowe podłużnie lancetowate, zaostrzone; szare, białoszare lub srebrzyste, błoniaste, przejrzyste, jednonerwowe. W Polsce wełnianka pochwowata kwitnie od marca do maja.
OwoceNiewielkie, około 1 do 2 mm długości orzeszki, z których każdy zawiera tylko jedno nasiono. Małe szczecinki, w które przekształciły się płatki kwiatów, zaczynają wydłużać się podczas owocowania i wyrastają w długie na 1 do 2 cm włoski, tworząc śnieżnobiały puch. Stanowi on aparat lotny nasion, ułatwiający rozsiewanie i roznoszenie nasion na większe odległości przez wiatr. Biały puch utrzymuje się na szczytach łodyg przez znaczną część roku.

## Biologia i ekologia

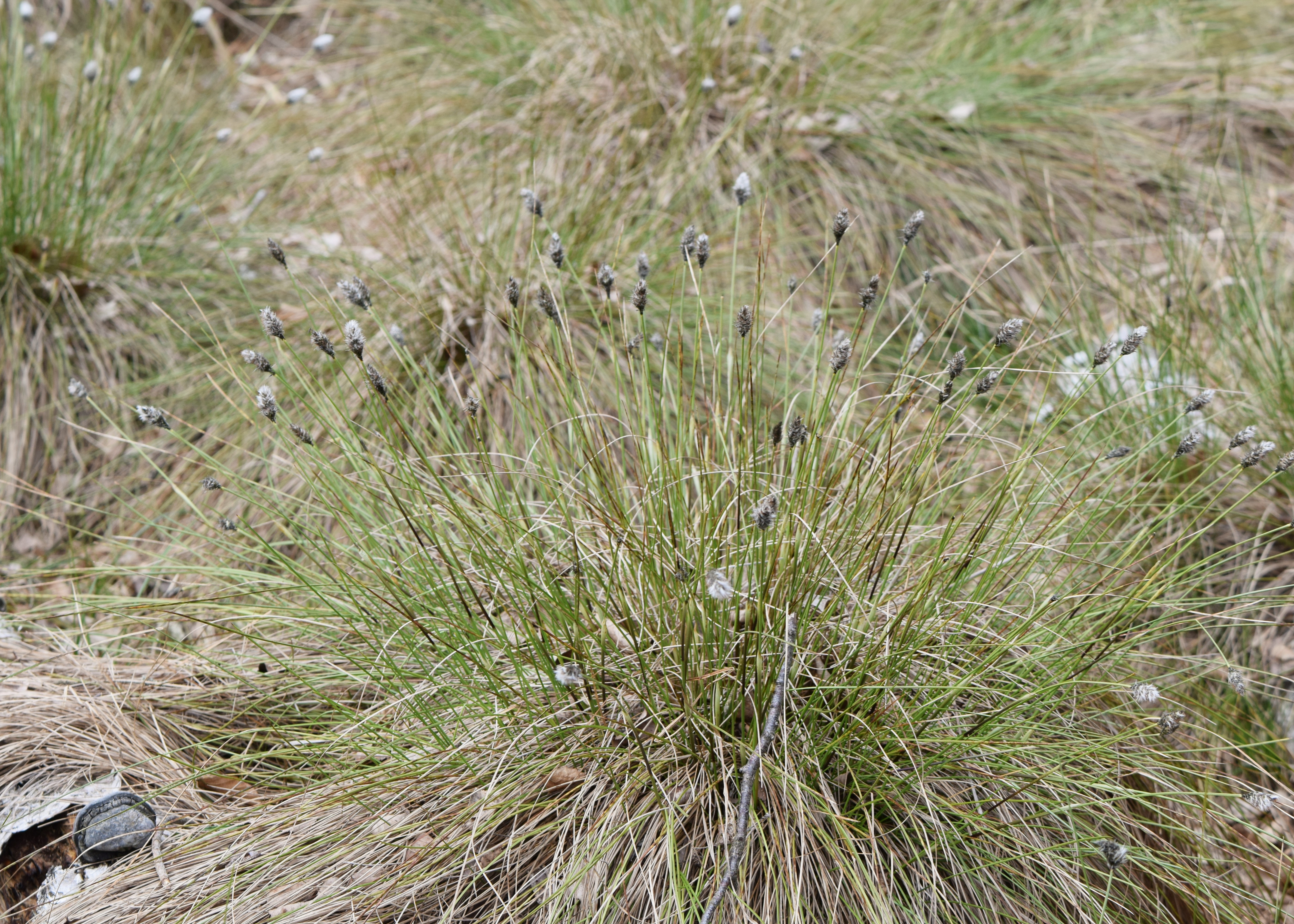
Wełnianka pochwowata w czasie kwitnienia

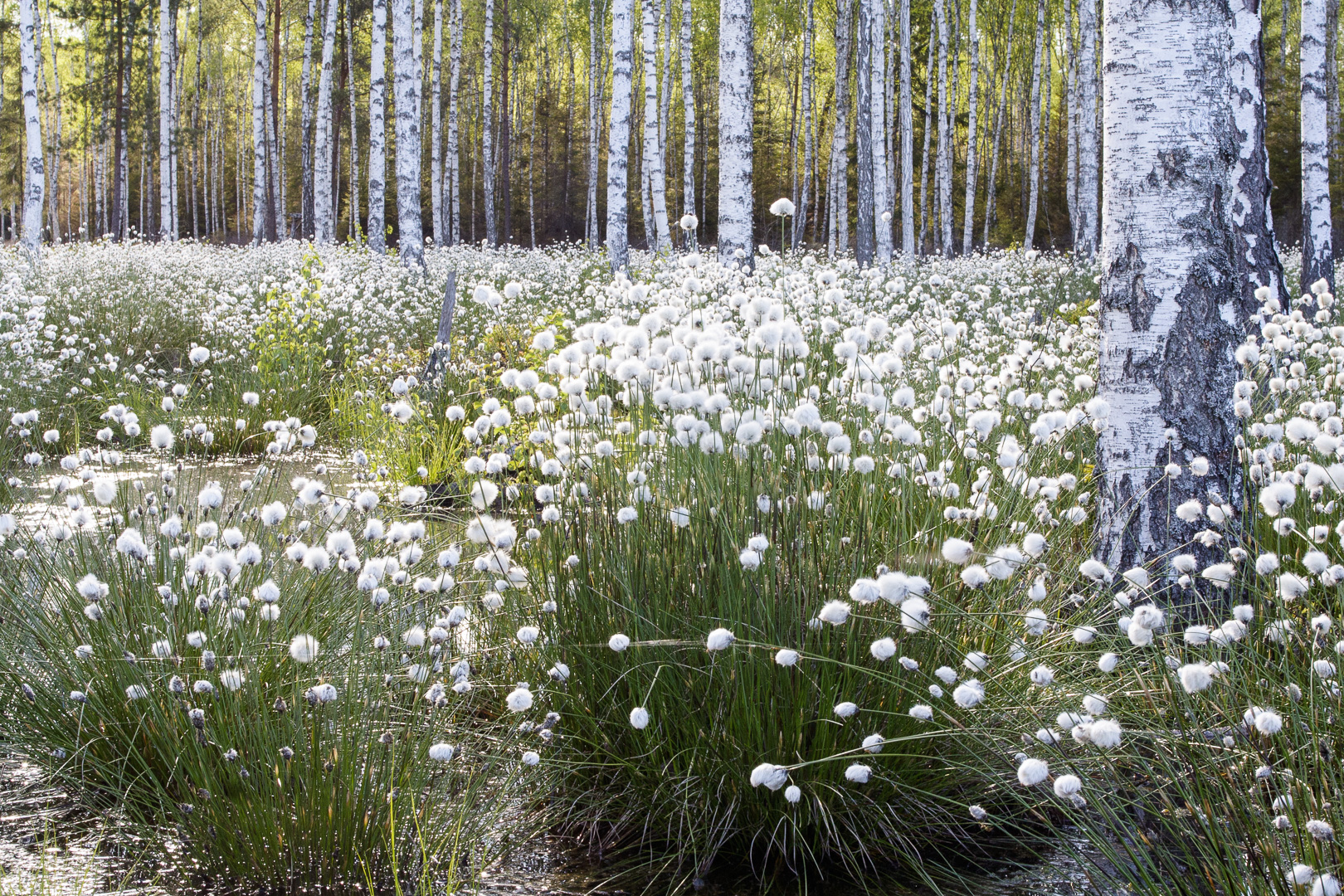
Owocująca wełnianka pochwowata k. jeziora Pogubie Wielkie

Występuje na podtorfionych bagnach, w borach bagiennych, na torfowiskach wysokich, rzadziej przejściowych. Od regla dolnego po piętro alpejskie. Wymaga stanowisk podmokłych, o dużej ilości światła, spotykana na stanowiskach o pH poniżej 5. Hemikryptofit. W klasyfikacji zbiorowisk roślinnych gatunek charakterystyczny dla O. Sphagnetalia magellanici.
Wełnianka pochwowata pełni ważną funkcję w renaturyzacji torfowisk (np. po przemysłowym wydobywaniu torfu), ponieważ stanowi jeden z pierwszych gatunków kolonizujących pozbawione roślinności obszary. Roślina ta tworzy odpowiednie warunki i mikroklimat umożliwiający rozwój innych ważnych roślin torfowisk, przede wszystkim mchów z rodziny torfowcowatych.
Należy do roślin, którą odżywiają się owce i bydło na pastwiskach. Odgrywa bardzo ważną rolę na terenach tundry, zwłaszcza na Alasce, ponieważ dostarcza  nie zawsze łatwo dostępnego pokarmu zwierzętom roślinożernym, m.in. reniferom, susłom, lemingom i pardwom. Jest szczególnie istotna ze względu na wczesne, szybkie wypuszczanie pędów.
Wartość odżywcza w suchej masie to około 10,3% białka, 1,3% tłuszczu surowego i 33,8% błonnika.
Występowanie pewnych motyli dziennych, takich jak strzępotek soplaczek (Coenonympha tullia) czy strzępotek edypus (Coenonympha oedippus) jest uzależnione od obecności tej rośliny. Ponadto istnieją gatunki cykad, które odżywiają się wyłącznie sokiem wełnianki pochwowatej. Należą do nich Ommatidiotus dissimilis, Sorhoanus xanthoneurus oraz Nothodelphax distinctus.
Wełnianka pochwowata pełni rolę „rośliny opiekuńczej” (ang. nurse plant), która chroni nasiona brzozy omszonej znajdujące się pod jej kępami przed wysuszeniem i uszkodzeniami mechanicznymi (np. gradobiciem). Nasiona zaczepione o liście wełnianki kiełkują dopiero na następną wiosnę.

## Etymologia nazwy
Nazwa rodzajowa Eriophorum złożona jest z greckich słów: erion – wełna oraz phoreo – noszę, i nawiązuje do wełnistych włosków w owocostanie. Nazwa gatunkowa vaginatum wywodzi się z łaciny i znaczy „pochwowy”, „opatrzony pochwą”. Pochodzi od szeroko rozdętych pochew liściowych na łodygach. Ludowa nazwa wełnianki pochwowatej to "pujka".

## Zastosowanie
Puchu z wełnianek używano dawniej w tapicerstwie do wypełniania poduszek, wykonywano z niego knoty do lamp oraz próbowano wyrabiać nici. Dziś rośliny wykorzystywane są niekiedy na suche bukiety.